# Gjon's Tears
Gjon Muharremaj (Broc, 29 de juny del 1998), més conegut com a Gjon's Tears, és un cantautor suïssoalbanès.

## Biografia
El 2011, Muharremaj va participar en la primera temporada d'Albanians Got Talent, on va acabar en tercer lloc. Un any després, va arribar al semifinal del concurs Die grössten Schweizer Talente. El 2019 va participar en la vuitena temporada de The Voice: la plus belle voix francesa, on va arribar a la semifinal amb l'equip de Mika.
Va ser seleccionat internament per representar Suïssa al Festival de la Cançó d'Eurovisió 2020. Hauria participat amb la cançó Répondez-moi al festival, que s'hauria celebrat a la ciutat neerlandesa de Rotterdam en cas de no haver sigut cancel·lat per la pandèmia per coronavirus de 2019-2020. Per això, la televisió pública suïssa li va donar l'oportunitat de fer-ho l'any següent, aquesta vegada amb el tema Tout l'univers.